# 12 regole per la vita. Un antidoto al caos
12 regole per la vita. Un antidoto al caos (in lingua originale: 12 Rules for Life: An Antidote to Chaos) è un best seller di auto-aiuto scritto dallo psicologo clinico e professore di psicologia canadese Jordan Peterson.
Il libro, pubblicato nel 2018, include principi etici astratti sulla vita influenzati e basati sulla biologia, la letteratura, la religione, i miti, l'esperienza clinica e la ricerca scientifica. È scritto in uno stile più accessibile rispetto al precedente libro accademico di Peterson, Maps of Meaning: The Architecture of Belief (1999).

## Descrizione
Il libro è nato dall'hobby di Peterson nel rispondere alle domande postate su Quora, una delle quali fu "Quali sono le cose più preziose che tutti dovrebbero sapere?" e la sua risposta includeva 40 regole. Peterson ha dichiarato che il libro «non è scritto solo per altre persone, è un avvertimento [anche] per me».
(Jordan Peterson, 12 regole per la vita. Un antidoto al caos, 2018.)
Il libro è diviso in capitoli con ogni titolo che rappresenta una regola specifica per la vita spiegata in un saggio. L'idea fondante è che «la sofferenza è costruita nella struttura dell'essere» e della vita, ma sebbene possa essere insopportabile, le persone hanno la possibilità sia di ritirarsi, che è un «gesto suicida» secondo Peterson, sia di affrontarla e trascenderla. Tuttavia, vivendo in un mondo di caos e ordine, tutti gli esseri umani hanno un'«oscurità» che può «trasformarli nei mostri che sono capaci di essere» per soddisfare i loro impulsi oscuri nelle giuste situazioni. Gli esperimenti scientifici come quelli sulla "cecità attenzionale" (ad esempio l'esperimento del cosiddetto "gorilla invisibile") mostrano che la percezione è adattata agli obiettivi, ed è meglio cercare un significato piuttosto che la felicità. Peterson ha osservato che «è molto bello pensare che il significato della vita sia la felicità, ma cosa succede quando sei infelice? La felicità è un grande effetto collaterale. Quando arriva, accettala con gratitudine. Ma è fugace e imprevedibile. Non è qualcosa verso cui mirare - perché non è un obiettivo. Infatti se la felicità è lo scopo della vita, cosa succede quando sei infelice? Sei un fallimento».
Il libro avanza l'idea che le persone nascano con l'istinto innato dell'etica e del significato e che dovrebbero assumersi la responsabilità di cercare un significato al di sopra dei propri interessi (capitolo sette, "Dedicati a ciò che conta, non a ciò che è vantaggioso"). Tale pensiero si riflette in grandi storie contemporanee come Pinocchio, Il re leone e Harry Potter o nelle grandi narrazioni antiche, come ad esempio nella Bibbia. "Avere una postura eretta, con le spalle bene indietro" (titolo del primo capitolo) significa «accettare la terribile responsabilità della vita», fare un auto-sacrificio, perché l'individuo deve elevarsi al di sopra della vittimizzazione e «condurre la propria vita in un modo che richiede il rifiuto della gratificazione immediata, e allo stesso modo dei desideri sia naturali che perversi» (in questo senso vanno lette le critiche di Peterson alla dottrina del politicamente corretto, che lui ritiene l'effetto di una mentalità vittimista). L'analogia con le strutture neurologiche e il comportamento delle aragoste è usato come esempio naturale per la formazione delle gerarchie sociali nel regno animale.
Nelle altre parti del libro viene esplorata e criticata la situazione dei giovani, l'educazione che ignora di affrontare temi importanti come le differenze sessuali tra ragazzi e ragazze (Peterson critica i modelli di iperprotezione e di tabula rasa delle scienze sociali), la relazione interpersonale uomo-donna, i massacri scolastici, la religione e il nichilismo morale, il relativismo e la mancanza di rispetto per i valori che costruiscono la civiltà occidentale. Nell'ultimo capitolo, Peterson delinea i modi in cui si può far fronte agli eventi più tragici della vita di una persona, eventi che spesso sfuggono al controllo della persona stessa. In esso, descrive la sua lotta personale quando scoprì che sua figlia, Mikhaila, aveva una rara malattia ossea. Il capitolo è una meditazione su come mantenere un occhio vigile e apprezzare le piccole qualità riscattabili della vita (ad esempio «accarezzare un gatto quando ne incontri uno»). Descrive inoltre un modo pratico per affrontare le difficoltà: abbreviare la portata temporale della propria responsabilità (ad esempio concentrandosi sul minuto successivo anziché sui prossimi tre mesi).
Profilo del libro:
1. Stai diritto, con le spalle bene indietro
2. Tratta te stesso come fai con chi si affida a te
3. Scegli amici che vogliono il meglio per te
4. Confrontati con chi eri ieri invece di paragonarti a qualcun altro
5. Non permettere che i tuoi figli facciano qualcosa che te li farà piacere di meno
6. Fa' che casa tua sia in perfetto ordine prima di criticare il resto del mondo
7. Ricerca il senso non il vantaggio personale
8. Di' la verità, o almeno non mentire
9. Pensa sempre che la persona con cui parli può sapere qualcosa che tu non sai
10. Parla con precisione
11. Lascia in pace i ragazzi che fanno skate
12. Se incontri un gatto per strada, fermati ad accarezzarlo

## Marketing
Per promuovere il libro, Peterson ha fatto un tour mondiale, in tre parti; la prima parte, dal 14 gennaio fino al 17 febbraio, ha incluso eventi in Inghilterra, Canada e Stati Uniti. Tra le sale sold-out ci sono state: la sala da conferenze da 1.000 posti Emmanuel Centre a Londra, e la sala con 2.000 posti a sedere dell'Orpheum Theatre a Los Angeles. L'evento dell'11 febbraio al Citadel Theatre di Edmonton è stato annullato dai direttori e dalla direzione del teatro, i quali in seguito si sono scusati; l'evento si tenne in seguito in uno spettacolo sold-out all'Hyatt Place. La seconda parte del tour ha incluso tre eventi sold-out a marzo in Australia, poi al Beacon Theatre di New York; mentre la terza parte si svolgerà tra l'inizio di maggio e giugno con una decina di eventi negli Stati Uniti, in Canada e uno nel Regno Unito.
Come parte del tour, Peterson è stato intervistato dalla giornalista Cathy Newman su Channel 4 News ; l'intervista è diventata virale, ricevendo notevole attenzione e oltre dodici milioni di visualizzazioni su YouTube. È anche apparso su BBC Radio 5 Live, Fox & Friends e al Tucker Carlson Tonight.

## Pubblicazione
Il libro è stato pubblicato da Penguin Random House il 23 gennaio 2018 in Canada, e da Penguin Allen Lane il 16 gennaio nel Regno Unito. È stato annunciato un accordo con l'editore Beijing Cheers per l'uscita in Cina della versione del libro in lingua mandarina, e con Goldmann Verlag per i diritti d'uscita in Germania.
In seguito all'intervista su Channel 4 News, 12 regole per la vita si è classificato come best seller N° 1 di Amazon negli Stati Uniti e in Canada e N° 4 nel Regno Unito. È stato anche il libro più letto, mentre l'audiolibro era N° 1 su Audible in Canada e N° 3 negli Stati Uniti.
In Canada, sin dal debutto, il libro ha primeggiato tra i best seller, nella categoria non-fiction, del The Globe and Mail e del Toronto Star. Nel Regno Unito ha primeggiato nella lista generale dei best seller con copertina rigida secondo il Sundy Times per cinque settimane, tra il 18 febbraio e il 25 marzo, vendendo oltre 50 000 copie. Secondo il The Guardian, il Nielsen BookScan ha registrato vendite di oltre 10 000 copie in Australia, almeno fino al 12 marzo.
Negli Stati Uniti il libro è diventato il N° 1 sia tra i libri che gli ebook non-fiction sulla lista dei best seller stilata dal Wall Street Journal, ha primeggiato anche sul Washington Post, e sulla lista di best seller di Reuters U.S., raggiungendo il N° 2 sulla lista generale di USA Today, oltre ad arrivare al top della classifica dei libri non-fiction con copertina rigida e nella top 10 nella categoria generale per Publishers Weekly, vendendo in totale oltre 210 000 copie, almeno fino al 19 marzo 2018. Nella categoria ha rimpiazzato il libro Fire and Fury di Michael Wolff. Tuttavia, Deborah Dundas, editore per i libri sul Toronto Star ho scoperto che il libro non è stato pubblicato sulla lista dei best seller del New York Times, del Los Angeles Times e di IndieBound, senza aver ricevuto una risposta affidabile dal NYT sul motivo dell'assenza. Secondo Random House Canada, il libro è stato gestito correttamente per il mercato degli Stati Uniti. Su IndieBound, il libro ha infine debuttato al N° 8, ma solo il 22 febbraio.

## Recensioni
Melanie Reid, nella sua recensione di 12 regole per la vita sul The Times, dice che il libro è «rivolto agli adolescenti, ai millennial e ai giovani genitori». Riassumendo, afferma: «se rimuovi la verbosità, le chiacchiere cerebrali, ti rimane un rigido manuale di auto-aiuto di autosufficienza, buon comportamento, auto-miglioramento e individualismo che probabilmente riflette l'infanzia [di Peterson] nella campagna canadese negli anni 60». Bryan Appleyard, anche lui scrivendo sul The Times, descrive il libro come «una versione meno densa e più pratica di Maps of Meaning». Afferma che è «un libro ampio, aggressivo, [del tipo che ti dice le cose] in faccia, di tornare coi piedi per terra e che, in definitiva, è un tentativo di riportarci a ciò che Peterson vede come vero, bello e buono – cioè Dio».
Hari Kunzru del The Guardian ha detto che il libro raccoglie consigli dalla pratica clinica di Peterson con aneddoti personali, resoconti del suo lavoro accademico come psicologo e «un sacco di storia intellettuale sulla varietà dei grandi libri». Tim Lott, anche lui sul The Guardian, non l'ha considerato un tipico libro di auto-aiuto a causa delle sue influenze, del messaggio da lui considerato non positivo, dell'appeal commerciale e del peso intellettuale comparabile a libri sopravvalutati come The Secret o Come trattare gli altri e farseli amici. Al contrario Oliver Burkeman, sempre sul The Guardian ha descritto il libro come «piuttosto lungo, spesso brillante e a volte esasperante, costruito intorno al messaggio che la vita funzionerebbe meglio se ci assumessimo le nostre responsabilità invece di dare la colpa di tutto agli altri, se cercassimo piaceri di lunga durata invece che effimeri, se dessimo una struttura alla nostra giornata e "mettessimo in ordine la nostra stanza". Se tanti giovani alla deriva si rivolgono a lui [Peterson], non è certo negativo. Anzi spero che seguano i suoi consigli, così staremo meglio tutti».
Bill Jamieson, in una recensione congiunta assieme al libro Illuminismo adesso di Steven Pinker, per il giornale The Scotsman, ha elogiato i 12 brevi saggi del libro per essere «riccamente illustrati e pieni di ottimi consigli su come possiamo ridare significato e un senso di progressione alla nostra vita quotidiana», descrivendo entrambi i libri come «waterboarding verbale per i sostenitori del grande governo». David Brooks del New York Times ha scritto che «la via Peterson è un modo duro, ma è un modo idealistico – e per milioni di giovani uomini, si rivela essere l'antidoto perfetto al cocktail di coccole e accuse in cui vengono cresciuti».
Dorothy Cummings McLean, scrivendo su The Catholic World, lo ha considerato «il libro di auto-aiuto più stimolante che abbia letto negli ultimi anni», le cui regole per la vita le ricordano quelle di Bernard Lonergan, e il cui contenuto «funge da ponte tra cristiani e non cristiani interessati alle verità della vita umana e interessati a resistere alle menzogne ideologiche del totalitarismo». Il vescovo cattolico Robert Barron, in una recensione per lo stesso giornale, ha elogiato Peterson per la lettura archetipica della storia di Adamo ed Eva e del Giardino dell'Eden con Gesù che rappresenta il «giardiniere», e per l'esplorazione della psiche di Aleksandr Solzhenitsyn e della sua esperienza scritta in Arcipelago Gulag, e sebbene non abbia apprezzato il libro di Peterson per la sua «tendenza gnostica a leggere la religione biblica a livello puramente psicologico e filosofico e non a livello storico» e per la propensione a concepire «Dio [...] semplicemente [come] un principio o un'astrazione», a suo giudizio rimane comunque un libro «prezioso per i giovani assediati nella nostra società, che hanno bisogno di un mentore per dire loro di alzarsi in piedi e agire come eroi».
Ron Dart, in una recensione su The Ormsby Review, ha considerato il libro «un tentativo di articolare un ordine più significativo per la libertà come antidoto all'eccessivo [...] caos della nostra epoca», e sebbene lo consideri «necessario» con consigli esemplari per uomini e donne, rimane «un testo appena sufficiente per quanto riguarda le domande più severe che ci assillano nel nostro viaggio fin troppo umano e dovrebbe essere letto come tale». Julian Baggini, in una recensione del libro per il Financial Times, scrive: «Nella forma principale, la maggior parte delle sue regole sono semplicemente regole di buon senso senza tempo. [...] Il problema è che quando Peterson le scolpisce, portano più ciccia che carne». Peter Hitchens per The Spectator ha affermato di non aver amato lo stile di scrittura «colloquiale e accessibile» e la quantità di «ricapitolazione», ma ha notato che il libro aveva dei «momenti commoventi», dava «buoni consigli» con un messaggio «rivolto alle persone che sono cresciute nell'Occidente post-cristiano» con particolare attenzione ai giovani uomini. Park MacDougald del New York ha condiviso una visione simile, affermando che sulla carta Peterson mancava di «coerenza, profondità emotiva» rispetto alle lezioni, ma «ancora, produce pepite di vera intuizione».
Kelefa Sanneh sul The New Yorker ha osservato che «alcuni dei critici [di Peterson] potrebbero essere sorpresi di trovare che gran parte dei consigli che offre sono ineccepibili, anche se antiquati: [Peterson] vuole che i giovani siano padri migliori, mariti migliori, membri migliori della comunità. In questo senso, potrebbe essere visto come un erede dei guru della maturità più anziani come Elbert Hubbard, che nel 1899 pubblicò un'omelia severa e selvaggiamente popolare chiamata A Message to Garcia». Alcuni come Heather Wilhelm del National Review, e James Grainger del Toronto Star 
sono stati critici nei confronti delle recensioni iniziali che hanno, a loro giudizio, male interpretato Peterson.

## Seguito
Nel marzo 2021 è uscito il seguito Oltre l'ordine. 12 nuove regole per la vita, annunciato nel novembre 2020, riprende i temi trattati in 12 regole per la vita proponendo nuove regole per trovare l'equilibrio tra caos e ordine.